# Fabienne Kohlmann
Fabienne Kohlmann (Wurzburgo, Alemania, 6 de noviembre de 1989) es una atleta alemana, especialista en la prueba de 4x400 m en la que llegó a ser subcampeona europea en 2010.

## Carrera deportiva
En el Campeonato Europeo de Atletismo de 2010 ganó la medalla de plata en los relevos 4x400 metros, con un tiempo de 3:24.07 segundos, llegando a meta tras Rusia (que posteriormente fue descalificado) y por delante de Reino Unido, siendo sus compañeras de equipo: Janin Lindenberg, Esther Cremer y Claudia Hoffmann.